# Olimpiadi degli scacchi del 1990
Le Olimpiadi degli scacchi del 1990 furono la 29ª edizione della competizione organizzata dalla FIDE. Si tennero a Novi Sad, in Jugoslavia (oggi in Serbia), dal 16 novembre al 4 dicembre. Comprendevano un torneo open e uno femminile.
Le rappresentative di Estonia, Lettonia e Lituania, che avevano da poco dichiarato l'indipendenza, non furono ammesse alla competizione nonostante si fossero iscritte.

## Partecipanti
Le seguenti nazioni parteciparono ad entrambi i tornei:
- Antille Olandesi
- Albania
- Algeria
- Angola
- Argentina
- Australia
- Austria
- Bangladesh
- Belgio
- Bolivia
- Botswana
- Brasile
- Bulgaria
- Canada
- Cecoslovacchia
- Cina
- Cuba
- Danimarca
- Ecuador
- Egitto
- Emirati Arabi Uniti
- Finlandia
- Francia
- Galles
- Germania Est
- Germania Ovest
- Giamaica
- Grecia
- India
- Indonesia
- Inghilterra
- Irlanda
- Isole Vergini Americane
- Israele
- Italia
- Jugoslavia
- Malaysia
- Messico
- Mongolia
- Malta
- Nigeria
- Norvegia
- Nuova Zelanda
- Paesi Bassi
- Polonia
- Portogallo
- Porto Rico
- Rep. Dominicana
- Romania
- Scozia
- Siria
- Spagna
- Stati Uniti
- Svezia
- Svizzera
- Turchia
- Ungheria
- Unione Sovietica
- Uruguay
- Venezuela
- Vietnam
- Zambia
- Zimbabwe

Al solo torneo open parteciparono inoltre:
- Andorra
- Bahamas
- Barbados
- Bermuda
- Brunei
- Cile
- Cipro
- Colombia
- Costa Rica
- El Salvador
- Figi
- Guernsey-Jersey[2]
- Guatemala
- Haiti
- Hong Kong
- Honduras
- Iran
- Islanda
- Fær Øer
- Isole Vergini Britanniche
- Giappone
- Kenya
- Libano
- Libia
- Liechtenstein
- Lussemburgo
- Mali
- Marocco
- Mauritius
- Pakistan
- Panama
- Paraguay
- Perù
- Filippine
- Qatar
- San Marino
- Singapore
- Sudan
- Thailandia
- Trinidad e Tobago
- Tunisia
- Uganda
- Yemen

## Torneo open
Il torneo open fu disputato con la formula del sistema svizzero su 14 turni; le squadre partecipanti furono 108, e per la prima volta il paese ospitante ne poté schierare tre. Ogni squadra poteva essere composta da un massimo di sei giocatori (due riserve), e i partecipanti furono in totale 636.
I primi turni del torneo furono equilibrati, in quanto a contendersi le prime posizioni erano varie squadre, tra cui l'Unione Sovietica, la Jugoslavia, l'Inghilterra, gli Stati Uniti, la Cecoslovacchia e la Bulgaria. I sovietici presero un vantaggio decisivo al nono turno, battendo la Cina per 3-1 e Cuba per 3,5-0,5 il giorno dopo, mettendo 1,5 punti tra sé e la seconda posizione, vantaggio che conservarono (aumentandolo) fino alla fine. Cecoslovacchia e Jugoslavia continuarono a essere stabilmente al quarto e al quinto posto, mentre l'Inghilterra conservò il secondo posto fino all'ultimo turno, quando venne raggiunta dagli Stati Uniti (grazie ad una vittoria contro la Bulgaria per 3-1) e superata per bucholz.

### Risultati assoluti
| Pos. | Squadra          | Giocatori | Elo   | Punti |
| ---- | ---------------- | --- | ----- | ----- |
|      | Unione Sovietica | GM Vasyl' Ivančuk, GM Boris Gelfand, GM Oleksandr Beljavs'kyj, GM Artur Jusupov, GM Leonid Judasin, GM Evgenij Bareev                        | 2645  | 39    |
|      | Stati Uniti      | GM Yasser Seirawan, GM Boris Gul'ko, GM Larry Christiansen, GM Joel Benjamin, GM John Fedorowicz, GM Nick De Firmian                         | 2599  | 35,5  |
|      | Inghilterra      | GM Nigel Short, GM Jonathan Speelman, GM John Nunn, GM Michael Adams, GM Murray Chandler, GM Julian Hodgson                                  | 2604  | 35,5  |
| 4    | Cecoslovacchia   | GM Ľubomír Ftáčnik, GM Jan Smejkal, MI Igor Štohl, MI Pavel Blatný, GM Karel Mokrý, MF Zbyněk Hráček                                         | 2530  | 34,5  |
| 5    | Jugoslavia A     | GM Ljubomir Ljubojević, GM Predrag Nikolić, GM Zdenko Kožul, GM Branko Damljanović, GM Krunoslav Hulak, GM Petar Popović                     | 25746 | 33    |
| 6    | Cina             | MI Xu Jun, MI Ye Jiangchuan, GM Ye Rongguang, MI Liang Jinrong, MI Lin Ta, MI Wang Zili                                                      | 2521  | 33    |
| 7    | Cuba             | GM Jesús Nogueiras, GM Amador Rodríguez Céspedes, MI Walter Arencibia, GM Reynaldo Vera González, GM Román Hernández, MI Joaquín Carlos Díaz | 2526  | 33    |
| 8    | Islanda          | GM Helgi Ólafsson, GM Margeir Pétursson, GM Jón Árnason, GM Jóhann Hjartarson, Héðinn Steingrímsson, MF Björgvin Jónsson                     | 2551  | 32,5  |
| 9    | Germania Ovest   | GM Robert Hübner, GM Vlastimil Hort, GM Eric Lobron, GM Stefan Kindermann, GM matthias Wahls, GM Klaus Bischoff                              | 2549  | 32,5  |
| 10   | India            | GM Viswanathan Anand, MI Dibyendu Barua, MI Devaki Prasad, MI Krishnamoorthy Murugan, N. Sudhakar Babu, MI Raja Ravisekhar                   | 2488  | 32,5  |

### Risultati individuali
Furono assegnate medaglie ai giocatori di ogni scacchiera con le tre migliori percentuali di punti per partita e ai giocatori con le tre migliori prestazioni Elo.

#### Premi di scacchiera
|                                | Giocatore/Giocatrice        | Punti            | Partite          | %                |
| Prima scacchiera               | Prima scacchiera            | Prima scacchiera | Prima scacchiera | Prima scacchiera |
| ------------------------------ | --------------------------- | ---------------- | ---------------- | ---------------- |
|                                | MI Zenón Franco Ocampos     | 9                | 12               | 75,0             |
|                                | Raul García Paolicchi       | 10,5             | 14               | 75,0             |
|                                | MI Hichem Hamdouchi         | 8                | 11               | 72,7             |
| Seconda scacchiera             |                             |                  |                  |                  |
|                                | MI Dibyendu Barua           | 8,5              | 11               | 77,3             |
|                                | Boris Pineda                | 7,5              | 10               | 75,0             |
|                                | Lars Bo Hansen              | 8                | 11               | 72,7             |
| Terza scacchiera               |                             |                  |                  |                  |
|                                | MI Egon Brestian            | 9,5              | 12               | 79,2             |
|                                | Enrique Almada              | 7                | 9                | 77,8             |
|                                | GM Zdenko Kožul             | 9                | 12               | 75,0             |
|                                | GM Eric Lobron              | 9                | 12               | 75,0             |
|                                | MI Henry Urday Cáceres      | 10,5             | 14               | 75,0             |
| Quarta scacchiera              |                             |                  |                  |                  |
|                                | MI Roberto Martín del Campo | 7,5              | 10               | 75,0             |
|                                | MF Suat Soylu               | 8,5              | 12               | 70,8             |
|                                | GM Evgeni Ermenkov          | 7                | 10               | 70,0             |
|                                | GM Vlatko Kovačević         | 7                | 10               | 70,0             |
| Quinta scacchiera (1ª riserva) |                             |                  |                  |                  |
|                                | Sate Husari                 | 6                | 7                | 85,7             |
|                                | GM Murray Chandler          | 9                | 11               | 81,8             |
|                                | MF Deen Hergott             | 7                | 9                | 77,8             |
|                                | GM Leonid Judasin           | 7                | 9                | 77,8             |
| Sesta scacchiera (2ª riserva)  |                             |                  |                  |                  |
|                                | Iolo Jones                  | 6                | 7                | 85,7             |
|                                | MF Yona Kosashvili          | 7,5              | 9                | 83,3             |
|                                | Federico Manca              | 8                | 10               | 80,0             |

#### Miglior prestazione Elo
|  | Giocatore          | Prestazione Elo |
|  | ------------------ | --------------- |
|  | GM Robert Hübner   | 2734            |
|  | GM Murray Chandler | 2730            |
|  | GM Vasyl' Ivančuk  | 2711            |

#### Medaglie individuali per nazione
| Nazione          |   |   |   | Totali |
| ---------------- | - | - | - | ------ |
| Germania Ovest   | 1 | 0 | 1 | 2      |
| Paraguay         | 1 | 0 | 0 | 1      |
| Andorra          | 1 | 0 | 0 | 1      |
| India            | 1 | 0 | 0 | 1      |
| Austria          | 1 | 0 | 0 | 1      |
| Messico          | 1 | 0 | 0 | 1      |
| Siria            | 1 | 0 | 0 | 1      |
| Galles           | 1 | 0 | 0 | 1      |
| Inghilterra      | 0 | 2 | 0 | 2      |
| El Salvador      | 0 | 1 | 0 | 1      |
| Uruguay          | 0 | 1 | 0 | 1      |
| Turchia          | 0 | 1 | 0 | 1      |
| Israele          | 0 | 1 | 0 | 1      |
| Jugoslavia       | 0 | 0 | 2 | 2      |
| Unione Sovietica | 0 | 0 | 2 | 2      |
| Marocco          | 0 | 0 | 1 | 1      |
| Danimarca        | 0 | 0 | 1 | 1      |
| Perù             | 0 | 0 | 1 | 1      |
| Bulgaria         | 0 | 0 | 1 | 1      |
| Canada           | 0 | 0 | 1 | 1      |
| Italia           | 0 | 0 | 1 | 1      |

## Torneo femminile
Il torneo femminile vide la partecipazione di 65 squadre (di cui tre jugoslave; il Libano si ritirò dopo tre partite) di al più quattro giocatrici (tre titolari ed una riserva), per un totale di 261 giocatrici partecipanti. Anche questo torneo si disputò con la formula del sistema svizzero, su 14 turni.
La medaglia d'oro fu contesa principalmente tra Ungheria e Unione Sovietica, che si scambiarono i primi due posti fin dal sesto turno, mentre la Cina rimaneva terza per la maggior parte della durata del torneo, mantenendo un punto di vantaggio sulle prime tra le altre squadre, tra le quali ci furono la Jugoslavia e la Bulgaria. A due turni dal termine della competizione, le sovietiche si portarono a 1,5 punti di vantaggio dalle ungheresi, per poi essere raggiunte dopo un pareggio con la Cecoslovacchia (mentre l'Ungheria vinceva 3-0 con l'Argentina); l'ultimo turno vide una vittoria di entrambe per 3-0, assegnando l'oro alle ungheresi per bucholz.
Le tre sorelle Polgár, oltre a guidare l'Ungheria alla vittoria, vinsero l'oro individuale nelle rispettive scacchiere, oltre all'argento e al bronzo per la miglior prestazione Elo.

### Risultati assoluti
| Pos. | Squadra          | Giocatrici                                                                                  | Elo  | Punti |
| ---- | ---------------- | ------------------------------------------------------------------------------------------- | ---- | ----- |
|      | Ungheria         | GMF Zsuzsa Polgár, GMF Judit Polgár, GMF Zsófia Polgár, GMF Ildikó Mádl                     | 2492 | 35    |
|      | Unione Sovietica | GM Maia Chiburdanidze, GM Nona Gaprindashvili, GMF Alisa Galljamova, GMF Ketevan Arachamija | 2438 | 35    |
|      | Cina             | GMF Xie Jun, MIF Peng Zhaoqin, Qin Kanying, Wang Lei                                        | 2302 | 29    |
| 4    | Bulgaria         | GMF Margarita Vojska, MIF Vera Pejčeva, MIF Pavlina Angelova, MIF Rumjana Gočeva            | 2258 | 26    |
| 5    | A                | GMF Alisa Marić, MIF Vesna Bašagić, MIF Suzana Maksimović, MFF Jordanka Mičić               | 2312 | 25    |
| 6    | Stati Uniti      | GMF Elena Achmylovskaja, GMF Anna Achšarumova, MIF Esther Epstein, Alexandra Root           | 2357 | 24,5  |
| 7    | Inghilterra      | GMF Susan Arkell, GMF Jana Bellin, MIF Sheila Jackson, MIF Cathy Forbes                     | 2235 | 24    |
| 8    | Grecia           | GMF Marina Makropoulou, MIF Anna-Maria Botsari, MIF Eva Kondou, Maria Petraki               | 2242 | 24    |
| 9    | Romania          | GMF Margareta Mureşan, MIF Cristina Foişor, MIF Gabriela Olăraşu, Elena-Luminita Radu       | 2275 | 24    |
| 10   | Jugoslavia B     | MIF Marija Petrović, MIF Nataša Bojković, MIF Gordana Marković, MIF Zorika Nikolin          | 2260 | 23,5  |

### Risultati individuali
Furono assegnate medaglie alle giocatrici di ogni scacchiera con le tre migliori percentuali di punti per partita e alle giocatrici con le tre migliori prestazioni Elo.

#### Premi di scacchiera
|                             | Giocatrice             | Punti            | Partite          | %                |
| Prima scacchiera            | Prima scacchiera       | Prima scacchiera | Prima scacchiera | Prima scacchiera |
| --------------------------- | ---------------------- | ---------------- | ---------------- | ---------------- |
|                             | GMF Zsuzsa Polgár      | 11,5             | 14               | 82,1             |
|                             | MIF Claudia Amura      | 8                | 10               | 80,0             |
|                             | GMF Xie Jun            | 11               | 14               | 78,6             |
| Seconda scacchiera          |                        |                  |                  |                  |
|                             | GMF Judit Polgár       | 10               | 13               | 76,9             |
|                             | GM Nona Gaprindashvili | 7,5              | 10               | 75,0             |
|                             | Viktoria Johansson     | 9                | 12               | 75,0             |
| Terza scacchiera            |                        |                  |                  |                  |
|                             | GMF Zsófia Polgár      | 11,5             | 13               | 88,5             |
|                             | GMF Alisa Galljamova   | 9,5              | 11               | 86,4             |
|                             | Alison Coull           | 9                | 12               | 75,0             |
| Quarta scacchiera (riserva) |                        |                  |                  |                  |
|                             | GMF Ketevan Arachamija | 12               | 12               | 100,0            |
|                             | Christine Bennett      | 6                | 7                | 85,7             |
|                             | Esmat Guindy           | 7,5              | 10               | 75,0             |

#### Miglior prestazione Elo
|  | Giocatore              | Prestazione Elo         |
|  | ---------------------- | ----------------------- |
|  | GMF Ketevan Arachamija | {\displaystyle \infty } |
|  | GMF Zsófia Polgár      | 2599                    |
|  | GMF Zsuzsa Polgár      | 2539                    |

#### Medaglie individuali per nazione
| Nazione          |   |   |   | Totali |
| ---------------- | - | - | - | ------ |
| Ungheria         | 3 | 1 | 1 | 5      |
| Unione Sovietica | 2 | 2 | 0 | 4      |
| Argentina        | 0 | 1 | 0 | 1      |
| Svezia           | 0 | 1 | 0 | 1      |
| Giamaica         | 0 | 1 | 0 | 1      |
| Cina             | 0 | 0 | 1 | 1      |
| Scozia           | 0 | 0 | 1 | 1      |
| Danimarca        | 0 | 0 | 1 | 1      |

## Medagliere
| Nazione          | Torneo open      | Torneo open      | Torneo open      | Torneo open          | Torneo open          | Torneo open          | Torneo femminile | Torneo femminile | Torneo femminile | Torneo femminile     | Torneo femminile     | Torneo femminile     | Totale | Totale | Totale | Totale |
| Nazione          | Torneo a squadre | Torneo a squadre | Torneo a squadre | Medaglie individuali | Medaglie individuali | Medaglie individuali | Torneo a squadre | Torneo a squadre | Torneo a squadre | Medaglie individuali | Medaglie individuali | Medaglie individuali | Totale | Totale | Totale | Totale |
| Nazione          |                  |                  |                  |                      |                      |                      |                  |                  |                  |                      |                      |                      |        |        |        |        |
| ---------------- | ---------------- | ---------------- | ---------------- | -------------------- | -------------------- | -------------------- | ---------------- | ---------------- | ---------------- | -------------------- | -------------------- | -------------------- | ------ | ------ | ------ | ------ |
| Ungheria         | 0                | 0                | 0                | 0                    | 0                    | 0                    | 1                | 0                | 0                | 3                    | 1                    | 1                    | 4      | 1      | 1      | 6      |
| Unione Sovietica | 1                | 0                | 0                | 0                    | 0                    | 2                    | 0                | 1                | 0                | 2                    | 2                    | 0                    | 3      | 3      | 2      | 8      |
| Germania Ovest   | 0                | 0                | 0                | 1                    | 0                    | 1                    | 0                | 0                | 0                | 0                    | 0                    | 0                    | 1      | 0      | 1      | 2      |
| Paraguay         | 0                | 0                | 0                | 1                    | 0                    | 0                    | 0                | 0                | 0                | 0                    | 0                    | 0                    | 1      | 0      | 0      | 1      |
| Andorra          | 0                | 0                | 0                | 1                    | 0                    | 0                    | 0                | 0                | 0                | 0                    | 0                    | 0                    | 1      | 0      | 0      | 1      |
| India            | 0                | 0                | 0                | 1                    | 0                    | 0                    | 0                | 0                | 0                | 0                    | 0                    | 0                    | 1      | 0      | 0      | 1      |
| Austria          | 0                | 0                | 0                | 1                    | 0                    | 0                    | 0                | 0                | 0                | 0                    | 0                    | 0                    | 1      | 0      | 0      | 1      |
| Messico          | 0                | 0                | 0                | 1                    | 0                    | 0                    | 0                | 0                | 0                | 0                    | 0                    | 0                    | 1      | 0      | 0      | 1      |
| Siria            | 0                | 0                | 0                | 1                    | 0                    | 0                    | 0                | 0                | 0                | 0                    | 0                    | 0                    | 1      | 0      | 0      | 1      |
| Galles           | 0                | 0                | 0                | 1                    | 0                    | 0                    | 0                | 0                | 0                | 0                    | 0                    | 0                    | 1      | 0      | 0      | 1      |
| Inghilterra      | 0                | 0                | 1                | 0                    | 2                    | 0                    | 0                | 0                | 0                | 0                    | 0                    | 0                    | 0      | 2      | 1      | 3      |
| Stati Uniti      | 0                | 1                | 0                | 0                    | 0                    | 0                    | 0                | 0                | 0                | 0                    | 0                    | 0                    | 0      | 1      | 0      | 1      |
| El Salvador      | 0                | 0                | 0                | 0                    | 1                    | 0                    | 0                | 0                | 0                | 0                    | 0                    | 0                    | 0      | 1      | 0      | 1      |
| Uruguay          | 0                | 0                | 0                | 0                    | 1                    | 0                    | 0                | 0                | 0                | 0                    | 0                    | 0                    | 0      | 1      | 0      | 1      |
| Turchia          | 0                | 0                | 0                | 0                    | 1                    | 0                    | 0                | 0                | 0                | 0                    | 0                    | 0                    | 0      | 1      | 0      | 1      |
| Israele          | 0                | 0                | 0                | 0                    | 1                    | 0                    | 0                | 0                | 0                | 0                    | 0                    | 0                    | 0      | 1      | 0      | 1      |
| Argentina        | 0                | 0                | 0                | 0                    | 0                    | 0                    | 0                | 0                | 0                | 0                    | 1                    | 0                    | 0      | 1      | 0      | 1      |
| Svezia           | 0                | 0                | 0                | 0                    | 0                    | 0                    | 0                | 0                | 0                | 0                    | 1                    | 0                    | 0      | 1      | 0      | 1      |
| Giamaica         | 0                | 0                | 0                | 0                    | 0                    | 0                    | 0                | 0                | 0                | 0                    | 1                    | 0                    | 0      | 1      | 0      | 1      |
| Jugoslavia       | 0                | 0                | 0                | 0                    | 0                    | 2                    | 0                | 0                | 0                | 0                    | 0                    | 0                    | 0      | 0      | 2      | 2      |
| Danimarca        | 0                | 0                | 0                | 0                    | 0                    | 1                    | 0                | 0                | 0                | 0                    | 0                    | 1                    | 0      | 0      | 2      | 2      |
| Cina             | 0                | 0                | 0                | 0                    | 0                    | 0                    | 0                | 0                | 1                | 0                    | 0                    | 1                    | 0      | 0      | 2      | 2      |
| Marocco          | 0                | 0                | 0                | 0                    | 0                    | 1                    | 0                | 0                | 0                | 0                    | 0                    | 0                    | 0      | 0      | 1      | 1      |
| Perù             | 0                | 0                | 0                | 0                    | 0                    | 1                    | 0                | 0                | 0                | 0                    | 0                    | 0                    | 0      | 0      | 1      | 1      |
| Bulgaria         | 0                | 0                | 0                | 0                    | 0                    | 1                    | 0                | 0                | 0                | 0                    | 0                    | 0                    | 0      | 0      | 1      | 1      |
| Canada           | 0                | 0                | 0                | 0                    | 0                    | 1                    | 0                | 0                | 0                | 0                    | 0                    | 0                    | 0      | 0      | 1      | 1      |
| Italia           | 0                | 0                | 0                | 0                    | 0                    | 1                    | 0                | 0                | 0                | 0                    | 0                    | 0                    | 0      | 0      | 1      | 1      |
| Scozia           | 0                | 0                | 0                | 0                    | 0                    | 0                    | 0                | 0                | 0                | 0                    | 0                    | 1                    | 0      | 0      | 1      | 1      |